# الجريب (بني سعد)

تعديل مصدري - تعديل

الجريب هي إحدى قرى عزلة بني على بمديرية بني سعد التابعة لمحافظة المحويت، بلغ تعداد سكانها 71 نسمة حسب تعداد اليمن لعام 2004.